# 新川 (北海道)
新川（しんかわ）は、北海道札幌市および小樽市を流れ日本海に注ぐ二級河川で新川水系の本流である。明治時代に作られた人工河川で、河口部を除き川筋は直線状である。

## 地理
北海道札幌市西区八軒10条付近の琴似川と琴似発寒川の合流点から下流が新川である。札幌市西区と北区、ついで手稲区と北区の境界を構成し、河口付近の小樽市銭函3丁目と4丁目の境の大浜海岸で石狩湾へ注ぐ。この途中で南西の山から流れ出る中小の河川を併せていく。
札幌市部分では川の両岸を新川通が並行しており、北区、手稲区側には7.5kmにおよぶ桜並木が住民の手によって植樹されている。この「新川桜並木」は、直線では日本一長いとされる。
流域は海に近い最下流部を除き全て住宅地となっている。

## 歴史

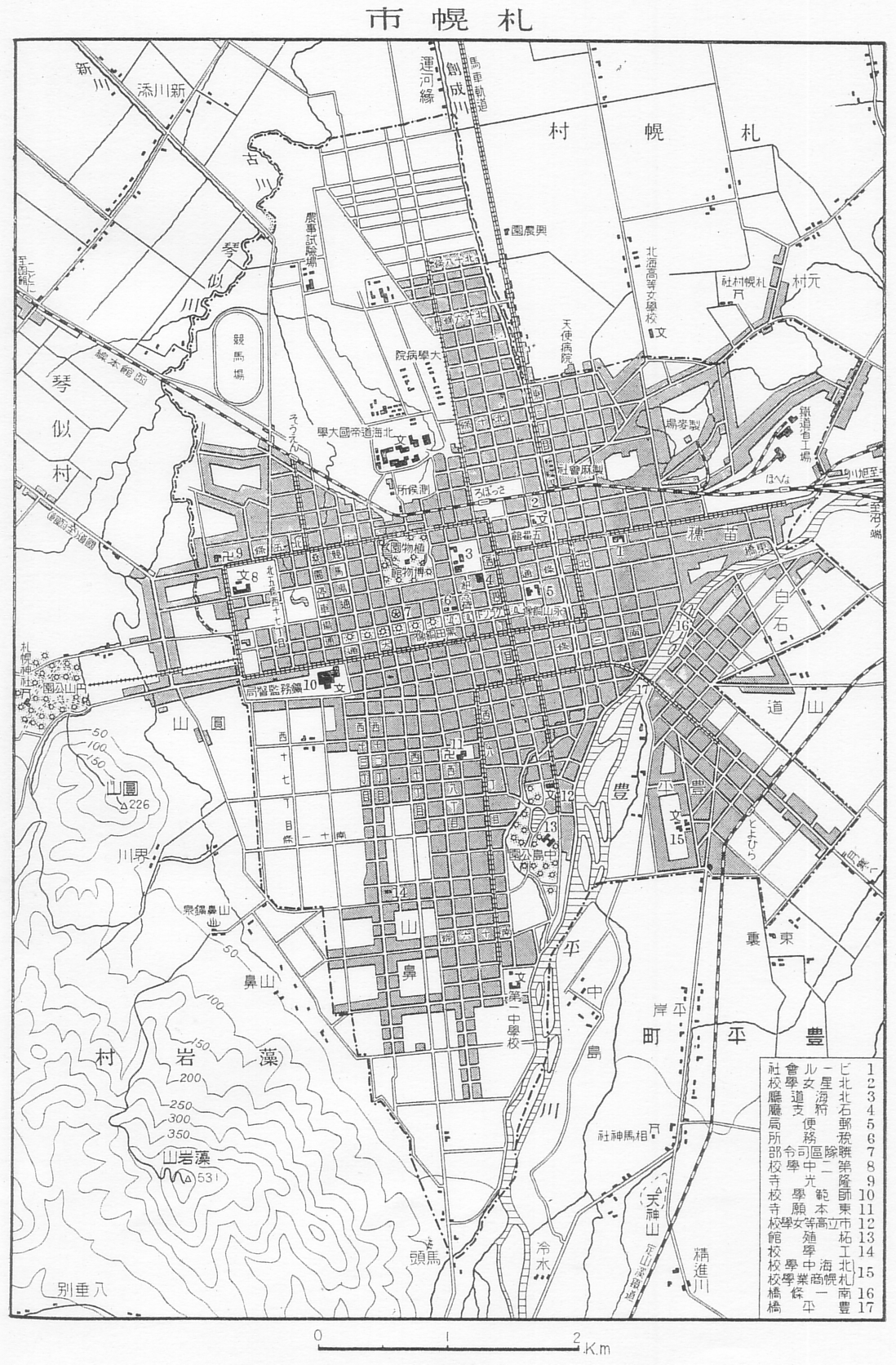
1930年の札幌市街図。市域北部に、琴似川やサクシュコトニ川の水を集める新川が窺える。

石狩川の背水の影響によって氾濫を繰り返していた、かつての琴似川や発寒川などの流域の治水と周辺湿地の排水、そして舟運などを目的として1886年（明治19年）から1887年（明治20年）にかけて「琴似川小樽内川大排水」として開削された。開削工事にはタコが用いられたという証言もある。
新しく開削された川には、それ以前から札幌の市街地を流れていた複数の自然小川が流れ込んだ。もともと札幌市は豊平川が形成した広大な扇状地の上に築かれた街で、扇状地の末端にあたる北1条通から函館本線のあたりにはアイヌ語で「メㇺ」と呼ばれる泉が豊富な水を吐き、小川の源となっていた。明治時代には、秋に鮭がのぼって産卵するほどの豊かな水量を誇っていたが、20世紀に入ると次第に水が汚れて魚が棲まなくなり、1950年頃には地下水位の低下によって泉は涸れ、川もなくなった。
以下、現在の地名にそってこれら小河川を説明する。一つ目は北海道大学植物園内の泉の湧水・「ピㇱ・クㇱ・メㇺ (Pish-kush-mem)」（浜の方を通る泉池の意）を水源とし、北海道大学札幌キャンパスの西の境界線をなぞって北西に流れ、現在の新川に流れ込む川である。アイヌ語ではチェㇷ゚・ウン・ペッ（魚の入る川）、またはセロンペッ（蒸籠の川）と呼ばれていた。この川はのちに直線化され、昭和期には「桑園新川」の名で呼ばれるようになった。この桑園新川の支流として創成川の上流部である鴨々川から分かれて札幌市街を南から北に流れ、北海道庁旧本庁舎の敷地の東と北を縁取る川があり、明治期にはこちらの川が「新川」の名で呼ばれていた。川岸には柳が植えてあったという。この「新川」は明治後期には枯渇した。
もう一つはサクシュコトニ川で、植物園の1ブロック北にある邸宅・伊藤邸（建設会社伊藤組土建の創始者・伊藤亀太郎の邸宅）に湧く泉を起点として北に流れ、偕楽園に湧く泉池の水を合わせて北海道大学のキャンパス内を通った。偕楽園の池はアイヌ語で「野の傍の泉池」を意味する「ヌㇷ゚・サㇺ・メㇺ (Nup-sam-mem)」といった。
三つ目は、北海道知事公館の泉「キㇺ・クㇱ・メㇺ(kim-kush-mem)」（山の方を通る泉池）から流れ出る小川であった。アイヌ文化期にはこの川が「コトニ」で、現在の琴似川はケネ・ウㇱ・ペッ（ハンノキの生える川）と呼ばれていた。
なお、札幌市内の地名・琴似が指し示していた地域は現在の琴似駅周辺ではなく、本来は現在の札幌市中央区、札幌駅周辺から北海道大学キャンパスにかけての地域だった。地名語源はアイヌ語の「コッ・ネ・イ」(くぼ地になっているもの)で、豊平川扇状地の末端から泉が湧き出すくぼ地のさまを表していたのである。
さて、新川の開削により、洪水被害が集中していた札幌北端の茨戸地域の石狩川（現在の茨戸川）へ合流する複数の川のうち、西部の琴似川と発寒川の流れは分断され、上流部の流れが西方向の石狩湾に向けられた。これにより札幌北部の洪水被害は軽減されたが、今度は新川沿いが洪水の常習地となり、排水が困難になった。そのまま長らくの間放置されていたが、後に河川改修を重ねて徐々に農地、住宅地に適する土地に変わっていった。

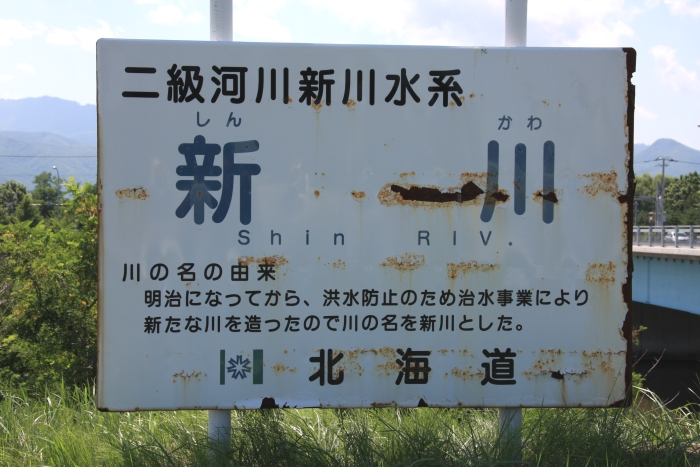
第一新川橋にある新川の河川標識

## 支流
下流より記載
- 清川
- 濁川
  - 東濁川
  - 手稲山口川
  - 山口運河
- 手稲土功川
  - 前田川
  - 稲積川
- アカシヤ川
- 中の川
  - 旧軽川
  - 軽川
  - 旧中の川
    - 追分川

  - 三樽別川
  - 富丘川
  - 西宮の沢川
  - 上富丘川
  - 追分川（分流）
  - 宮の沢川
  - 上追分川
  - 旧中の川（分流）
  - 西野川
- 発寒古川 - 石狩川水系発寒川に接続
  - 西新川
- 琴似発寒川
  - 左股川
- 琴似川
  - サクシュコトニ川
  - 桑園新川
  - 界川
    - 円山川

## 橋梁
- 天狗橋 - 新琴似第5横線
- 稲積橋 - 北海道道128号札幌北広島環状線、追分通
- 新川さくら並木橋 - 富岡通
- 新川中央橋 - 北海道道44号石狩手稲線、石狩手稲通
- 前田森林公園橋 - 大学西通（前田森林公園と北海道科学大学付近）
- 前田ふれあい橋（人道橋）
- 第一新川橋 - 国道337号、道央新道